# Automotrice Purrey
L'automotrice Purrey era un rotabile automotore a vapore costruito in Francia dalla società Purrey.

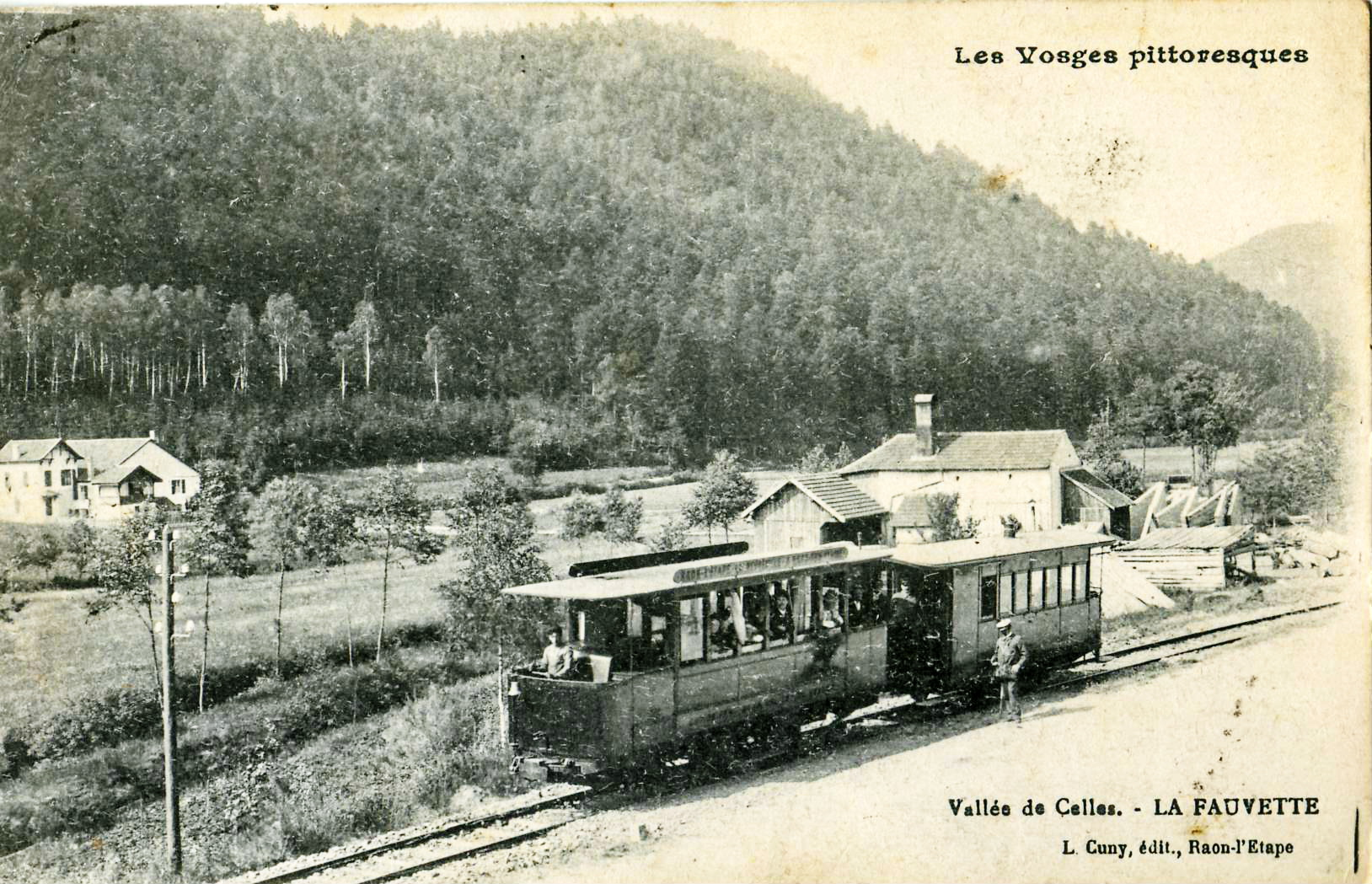
Automotrice Purrey delle Chemin de fer de la Vallée de Celles

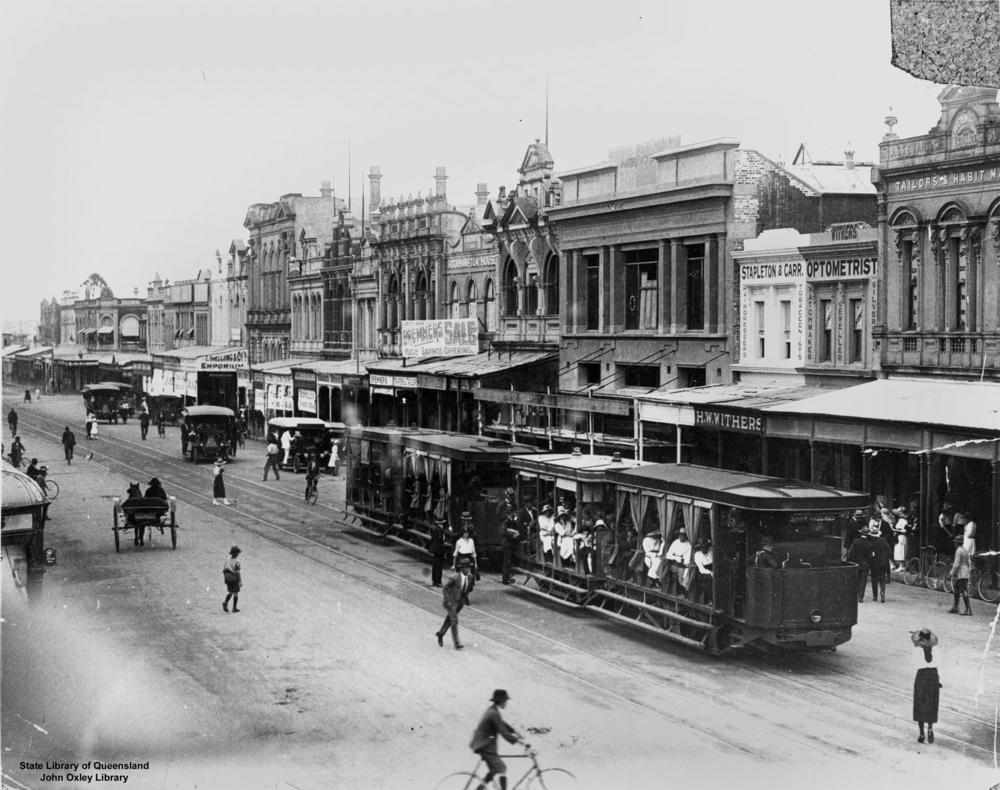
Automotrice Purrey a Rockhampton, in Australia

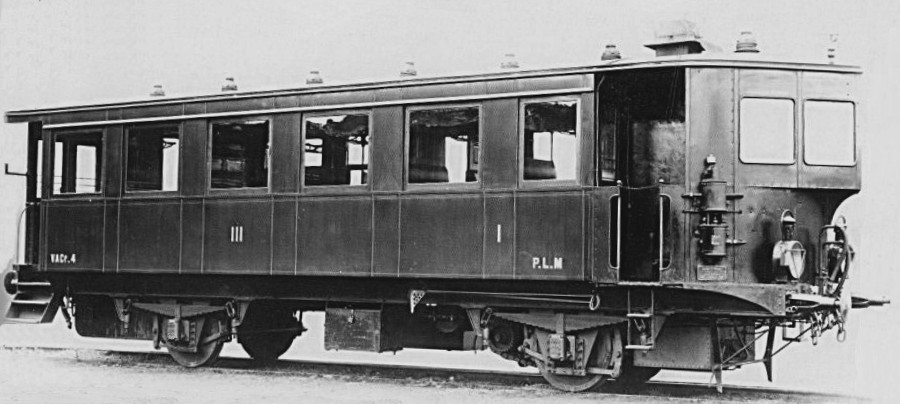
Automotrice della PLM

## Storia
Alla fine del XIX secolo molte compagnie ferroviarie cercavano di ridurre i costi di esercizio della trazione a vapore ricorrendo a sistemi innovativi; uno di questi fu la costruzione di particolari locomotive ibride composte di macchina e compartimenti viaggiatori o bagagliai. Tuttavia rimaneva l'inconveniente della scarsa prestazione delle locomotive o del poco spazio utilizzabile.
Una delle soluzioni di inizio XX secolo fu il motore a vapore brevettato dall'ingegnere francese Valentin Purrey. La produzione dell'automotrice che lo utilizzava venne avviata nello stabilimento di Bordeaux e già nel 1903 ne erano state fornite circa cinquanta unità a varie società di trasporti su ferro della Francia oltre alle 50 unità della Compagnie Générale des Omnibus-Paris. Furono utilizzate dalla società PLM e da altre società di varie nazioni.
In Italia, vennero fornite 2 unità alla Società per le Strade Ferrate del Mediterraneo, e 1 unità alla Società per le Strade Ferrate della Sicilia; le Ferrovie dello Stato le immatricolarono nel gruppo 80.

## Produzione automotrici tranviarie e ferroviarie
| Tipo rotabile | Acquirente                                     | Anno di acquisto | Quantità | Immatricolazione | Città, stato    |
| ------------- | ---------------------------------------------- | ---------------- | -------- | ---------------- | --------------- |
| Automotrice   | Compagnie générale des omnibus (CGO)           | 1899             | 50       | n. 701-750       | Parigi, Francia |
| Automotrice   | Chemins de fer de la Banlieue de Reims;        | 1903             | 2        | n. 1-2           |                 |
| Automotrice   | Compagnie générale des omnibus                 | 1904             | 36       | n. 751 à 786     | Parigi          |
| Automotrice   | Tramways du Loiret                             | 1904             | 1        | n. TLAB 1        |                 |
| Automotrice   | Compagnie Paris-Lyon-Méditerranée              | 1905             | 4        |                  |                 |
| Automotrice   | Tramways de Saumur et extensions               | 1906             | 4        |                  |                 |
| Automotrice   | chemin de fer de la Vallée de Celles           | 1906             | 4        |                  |                 |
| Automotrice   | Tramways de Rockhampton;                       |                  | 5        |                  | Australia       |
| Automotrice   | Tramways de l'Ardèche;                         | 1911             | 2        | VAB 544 et 545   |                 |
| Automotrice   | Tramways Départementaux de la Côte-d'Or        | 1912             | 2        | AT1 et AT2       |                 |
| Automotrice   | Società per le Strade Ferrate del Mediterraneo | 1904             | 2        |                  | Italia          |
| Automotrice   | Società per le Strade Ferrate della Sicilia,   | 1904             | 1        |                  | Italia          |